# كارل أويميت
كارل أويميت (18 يونيو 1992 بتيربون في كندا - ) هو لاعب كرة قدم كندي في مركز الوسط. شارك مع منتخب كندا تحت 17 سنة لكرة القدم ومنتخب كندا تحت 20 سنة لكرة القدم ومنتخب كندا لكرة القدم. أما مع النوادي، فقد لعب مع إمباكت مونتريال ونيويورك ريد بولز ونيو يورك ريد بولز 2.

## وصلات خارجية
- كارل أويميت على موقع الدوري الأمريكي (الإنجليزية)
- كارل أويميت على موقع قاعدة بيانات كرة القدم.إي يو (الإنجليزية)
- كارل أويميت على موقع ناشيونال فوتبول تيمز (الإنجليزية)
- كارل أويميت على موقع Soccerway.com (الإنجليزية)
- كارل أويميت على موقع عالم كرة القدم.نت (الإنجليزية)
- كارل أويميت على موقع AS.com (الإسبانية)